# 李騰芳
李 騰芳（り とうほう、1573年 - 1633年）は、明末の政治家。字は子実、号は湘洲。長沙府湘潭県の出身。

## 生涯
万暦16年（1588年）の挙人。万暦20年（1592年）、進士及第を果たし、しばらくは官途に就いた。李騰芳は内閣首輔の王錫爵の門下である。左諭徳に就任。万暦47年（1619年）、礼部右侍郎を務めました。天啓年間、李騰芳は崔呈秀の弾劾で罷免された。崇禎年間、李騰芳は礼部尚書として北京で亡くなりました。

## 作品
- 『李湘洲集』十巻

## 家族
- 祖父：李紹郁
- 父：李孚